# 阿扎爾邦奧利亞村
阿扎爾邦奧利亞村（波斯語：ازاربن عليا），是伊朗吉兰省阿姆拉什县兰库区沙布庫斯拉特鄉的一个村。2006年人口普查顯示該村人口为376人，分佈在103个家庭中。